# Tempel van Juno Lucina
De Tempel van Juno Lucina was een tempel gewijd aan de godin Juno Lucina in het oude Rome.
Het heiligdom werd in 375 v.Chr. gebouwd op de Cispius, een uitloper van de grote Esquilijn. Het kwam in een heilig bos dat al vele eeuwen eerder aan de godin was gewijd. Volgens de overlevering was de cultus van Juno Lucina al in de 8e eeuw v.Chr. door de Sabijnse koning Titus Tatius geïntroduceerd. Bij het heiligdom werd ieder jaar op 1 maart, de wijdingsdag van de tempel, het Matronalia feest ter ere van Juno Lucina gevierd.
Van het uiterlijk van de tempel is niets meer bekend. Waarschijnlijk stond deze altijd in het midden van het oude heiligdom. Bij de tempel stonden twee grote lotusbomen, waarvan werd aangenomen dat ze ouder waren dan de tempel zelf. Het gehele complex werd omgeven door een grote muur, die in 41 v.Chr. door de quaestor Quintus Pedius was gebouwd of gerestaureerd.
Gedurende de eerste eeuwen van de keizertijd werd de tempel nog regelmatig genoemd, maar in de 4e-eeuwse stadsgidsen komt hij niet meer voor. De verdere geschiedenis van de tempel is niet bekend en er zijn geen restanten van teruggevonden.

## Noot
1. 1 2  Plinius, NH 16.235
2. ↑  CIL VI 358